# Phạm Vũ Hồng
Phạm Vũ Hồng (1961 – 8 tháng 4 năm 2021) là một chính khách Việt Nam. Ông nguyên là Phó Bí thư Tỉnh ủy, nguyên Chủ tịch Ủy ban nhân dân tỉnh Kiên Giang khóa IX, nhiệm kỳ 2016–2021.

## Tiểu sử
Phạm Vũ Hồng sinh năm 1961 tại xã Thạnh Đông B, huyện Tân Hiệp, tỉnh Kiên Giang, có trình độ Kỹ sư thủy nông, cao cấp Lý luận chính trị.
Ông Hồng từng giữ các chức vụ Giám đốc Sở Xây dựng Kiên Giang, Chủ tịch UBND huyện Phú Quốc, Bí thư Thành ủy thành phố Rạch Giá, Phó Chủ tịch Ủy ban nhân dân tỉnh Kiên Giang và sau đó được Ban chấp hành Đảng bộ tỉnh Kiên Giang nhiệm kỳ 2015-2020 bầu giữ chức Phó Bí thư Tnh ủy.
Sáng ngày 28 tháng 10 năm 2015, Hội đồng nhân dân tỉnh Kiên Giang tổ chức kỳ họp bất thường, bầu Phạm Vũ Hồng - Phó Bí thư tỉnh ủy, Phó Chủ tịch Ủy ban nhân dân tỉnh - giữ chức Chủ tịch Ủy ban nhân dân tỉnh nhiệm kỳ 2011-2016.
Sáng ngày 1/7/2016, tại kỳ họp thứ nhất, Hội đồng nhân dân (HĐND) tỉnh Kiên Giang khóa IX, nhiệm kỳ 2016-2021, Phạm Vũ Hồng - Phó Bí thư Tỉnh ủy, Chủ tịch Ủy ban nhân dân tỉnh khóa VIII đã tái đắc cử chức vụ Chủ tịch Ủy ban nhân dân tỉnh nhiệm kỳ 2016-2021 với tỉ lệ 98,41%.
Sáng 7-7, HĐND tỉnh Kiên Giang (khóa IX) khai mạc kỳ họp chuyên đề năm 2020 để làm công tác nhân sự chủ chốt của UBND tỉnh. Tại kỳ họp, các đại biểu đã thống nhất bỏ phiếu miễn nhiệm chức danh chủ tịch UBND, đồng thời cho thôi làm nhiệm vụ đại biểu HĐND tỉnh Kiên Giang khóa IX nhiệm kỳ 2016-2021 đối với ông, do điều trị bệnh, chờ đến tuổi nghỉ hưu theo nguyện vọng cá nhân.